# Marssac-sur-Tarn
Marssac-sur-Tarn är en kommun i departementet Tarn i regionen Occitanien i södra Frankrike. Kommunen ligger i kantonen Albi-Ouest som tillhör arrondissementet Albi. År 2022 hade Marssac-sur-Tarn 3 486 invånare.

## Befolkningsutveckling
Antalet invånare i kommunen Marssac-sur-Tarn
| Referens: INSEE |